# Rajapur (Uttar Pradesh)
Rajapur è una suddivisione dell'India, classificata come nagar panchayat, di 12.728 abitanti, situata nel distretto di Chitrakoot, nello stato federato dell'Uttar Pradesh.